# Али бин Муджтал аль-Мугайди
Али бин Муджтал Аль-Язиди аль-Мугайди (араб. علي بن مجثل المغيدي) — арабский политический деятель. Был ведущей фигурой арабского сопротивления османам и фактическим правителем Асира. Командующий всеми военными операциями против сил Мухаммеда Али-паши до своей смерти. Известен своей терпимостью и стремлением к миру, часто искал примирение перед войной.

## Биография и правление
Его дата рождения достоверно неизвестна, но некоторые из источников утверждают, что его рождение произошло в конце 18 века.
Али бин Муджтал играл важную роль в Асире в 1800–1850 годы. Он поддержал распространение салафитского нарратива.
Служил в армии принца Тами бин Шуайба, который сопротивлялся войскам египетского паши в 1815 году. Он считается главнокомандующим всех операций против османов. Важнейшим событием стала битва при Атуде в 1823 году, где арабы одержали победу.
Он также сыграл ключевую роль в соглашении с Шерифами в 1818 году, что помогло Асиру достичь политических и военных успехов. Лидируя в революции против османов с 1823 по 1825 годы, Али бин Муджтал способствовал обретению независимости Асира.
Принц Али бин Муджтал значительно усилил своё влияние в Асире. Османы начали признавать его как истинного правителя Асира. Его правление стало золотым веком региона, отличающимся стабильностью и процветанием.
Али бин Муджтал расширил контроль над Тихамой и собрал крупную армию. Одержал победу над османами, укрепив своё влияние. Во время этой компании сблизился с подававшим большие надежды военначальником Аядом бин Маръи.
Принц Али бин Муджтал вернулся больным из Йемена в конце апреля 1834 года, тогда же он назначил своим преемником бин Маръи. Смерть настигла его в деревне Аль-Сакка 24 мая 1834 года. Его смерть воспринималась как тяжелая утрата для подданных, и он оставил сильный Асир после борьбы с османами.

## Значение
Али бин Муджталь принял значительные решения, включая строительство замка Аль-Муфтаха в Абхе, ставшего первой столицей Асира. Замок, известный как Дворец Победы, располагался в плодородной долине.
Он также построил множество крепостей, включая:
- Замки в Хамис Мушаите
- Крепости в Аль-Сакка и Райде
- Замок Дар ан-Наср в Абу Арише
- Исторический дворец Шарифа в Самте
- Колодец Али между Хабат аль-Бакаром и Вади-Бейшем[2]